# 允姓
允姓是一個中文姓氏，是春秋时期西戎的姓氏。春秋时期的陆浑之戎即是允姓。出自允格之後，高陽時有允格，少昊的後人，出自黃帝一系。